# Olula del Río
Olula del Río este o municipalitate și un oraș din provincia Almería, Andaluzia, Spania, cu o populație de 6.141 locuitori.